# دائرة ندرومة
دائرة ندرومة إحدى دوائر ولاية تلمسان وعاصمتها ندرومة. تضم كل من بلديات:
- ندرومة
- جبالة

## أعلام
- ربيعة جلطي